# Димитър Тасков
Димитър Георгиев Тасков е роден е през 1960 г. в Търговище и е потомствен очен лекар. Специализирал е офталмология като клиничен ординатор в Медицинския университет – София през 1990 г. Работи в сферата на вътреочната хирургия дълги години като завеждащ Очно отделение в Търговище. Завършил е също Международна академия по информатизация – „Здравен мениджмънт“ и „Педагогическа компетентност“ в гр. Варна. През 1996 г. създава очен център „Д-р Георги Тасков“ в Търговище на името на своя баща. Основава офталмологична клиника „Луксор“ в Пловдив през 2004 г.
Д-р Тасков е водещ лекар в областта на модерната микрохирургия на окото и има висок личен принос за въвеждането на новите оперативни техники при лечение на катаракта през малък отвор. Д-р Димитър Тасков е специалист по очни болести и микрохирургия на окото, „вътрешно перде“, глаукома, детски очни болести, слъзна и клепачна хирургия, лазерна корекция на зрението.

## Нововъведения и лекарска практика
Факоемулсификация – разбиване на вътрешно перде (катаракта) с ултразвук и аква-лейз – операция с водна струя. Новост, използвана от него е и фемтосекундения лазер за асистирана катарактална хирургия – ключови етапи от операциите се извършват чрез фемтосекунден лазер.
Д-р Тасков вгражда първата многофокусна (мултифокална) леща в България, чрез която пациентите могат да виждат на близка и далечна дистанция без очила и прави първата операция в България с факомашината „Centurion“ един месец след първото прилагане в Европа.
Обучаващ гост-оператор в Бургас, Ловеч, Окръжна болница Пловдив, в Университетската клиника в Македония.
Участва в множество международни конгреси и обучения на офталмолози. Отличен е за лекар на годината през 2009 г. и инвеститор в областта на медицината през 2008 г.
Оператор е в хирургия на живо в Будапеща, София, Пловдив и Милано между 2010 и 2016 г. включително лазерна корекция на зрението, на 2-рия Балкански уетлаб курс 6 – 30 юни 2012 г.
Член наблюдател е за особени заслуги в областта на медицината към БАНИ от 2018 г. и има 20 сертификата от български и международни офталмологични дружества.
Д-р Димитър Тасков е почетен гражданин гр. Търговище от 2017 г. и на Пловдив от 2021 г. и е инициатор на благотворителната кампания „Заедно ще се справим“ на Българското дружество по офталмология за подкрепа на медици, поставени под карантина, като осигурява и финансова подкрепа към семействата на медици, загинали от коронавирус.

## Семейство
Синовете на доктор Тасков – Георги и Тодор Таскови също са офталмолози.

## Цитати
Добрата дума е половин лечение